# Кина на Светском првенству у атлетици у дворани 2018.
Кина је учествовала на 17. Светском првенству у атлетици у дворани 2018. одржаном у Бирмингему од 1. до 4. марта седамнаести пут, односно учествовала је на свим првенствима до данас. Репрезентацију Кине представљало је 13 такмичара (9 мушкарца и 4 жене), који су се такмичили у 8 дисциплина (6 мушких и 2 женске).,
На овом првенству Кина је по броју освојених медаља заузела 17. место са две освојене медаље (1 сребрна и 1 бронзана). Поред медаља такмичари Кине су оборили два лична рекорда.
У табели успешности према броју и пласману такмичара који су учествовали у финалним такмичењима (првих 8 такмичара) Кина је са 8 учесника у финалу заузела 6. место са 33 бода.
| Плас. | Земља | 1. место | 2. место | 3. место | 4. место | 5. место | 6. место | 7. место | 8. место | Бр. финал. | Бод. |
| ----- | ----- | -------- | -------- | -------- | -------- | -------- | -------- | -------- | -------- | ---------- | ---- |
| 6.    | Кина  | 0        | 1        | 1        | 2        | 1        | 1        | 1        | 1        | 8          | 33   |

## Учесници
| Мушкарци: - Џенје Сје — 60 м - Бингтјен Су — 60 м - Венђуен Сје — 60 м препоне - Ју Ванг — Скок увис - Чангжуеј Сјуе — Скок мотком - Јухао Ши — Скок удаљ - Чангџоу Хуанг — Скок удаљ - Јаминг Џу — Троскок - Дунг Бин — Троскок | Жене: - Сјаођинг Љанг — 60 м - Јунгли Веј — 60 м - Јанг Гао — Бацање кугле - Лиђао Гунг — Бацање кугле |  |

## Освајачи медаља (2)

### Сребро (1)
- Бингтјен Су — 60 м

### Бронза (1)
- Лиђао Гунг — Бацање кугле

## Резултати

### Мушкарци
| Атлетичар     | Дисциплина   | Лични рекорд | Квалификације   | Квалификације | Полуфинале     | Полуфинале | Финале               | Финале       | Детаљи |
| Атлетичар     | Дисциплина   | Лични рекорд | Резултат        | Место         | Резултат       | Место      | Резултат             | Место        | Детаљи |
| ------------- | ------------ | ------------ | --------------- | ------------- | -------------- | ---------- | -------------------- | ------------ | ------ |
| Џенје Сје     | 60 м         | 6,53         | 6,59 (.586) КВ  | 2. у гр. 4    | 6,62 (.616) КВ | 2. У ГР. 4 | 6,52 ЛР              | 4 / 53 (56)  |        |
| Бингтјен Су   | 60 м         | 6,43 НР      | 6,59 (.586) КВ  | 1. У ГР. 2    | 6,52 (.518) КВ | 1. У ГР. 1 | 6,42 АЗР, НР, ЛР     |              |        |
| Сје Венђуен   | 60 м препоне | 7,60         | 7.71 (.701) ЛРС | 5. у гр. 4    | 7.76           | 7. у гр. 3 | Није се квалификовао | 21 / 37 (38) |        |
| Ју Ванг       | Скок увис    | 2,31         |                 |               |                |            | 2,20                 | 6 / 11       |        |
| Чангжуеј Сјуе | Скок мотком  | 5,81         | 5,60            | 11 / 15       |                |            |                      |              |        |
| Јухао Ши      | Скок удаљ    | 8,16         | 8,12            | 5 / 15        |                |            |                      |              |        |
| Чангџоу Хуанг | Скок удаљ    | 8,21         | 7,75            | 10 / 15       |                |            |                      |              |        |
| Дунг Бин      | Троскок      | 17,41 НР     | 16,84 ЛРС       | 8 / 15        |                |            |                      |              |        |
| Јаминг Џу     | Троскок      | 16,72        | 16,87 ЛР        | 7 / 15        |                |            |                      |              |        |

### Жене
| Атлетичарка   | Дисциплина   | Лични рекорд | Квалификације  | Квалификације | Полуфинале            | Полуфинале            | Финале                | Финале  | Детаљи |
| Атлетичарка   | Дисциплина   | Лични рекорд | Резултат       | Место         | Резултат              | Место                 | Резултат              | Место   | Детаљи |
| ------------- | ------------ | ------------ | -------------- | ------------- | --------------------- | --------------------- | --------------------- | ------- | ------ |
| Сјаођинг Љанг | 60 м         | 7,20         | 7,24 (.233) КВ | 3. у гр. 3    | 7,30 (.300)           | 7. у гр. 1            | Није се квалификовала | 21 / 47 |        |
| Јунгли Веј    | 60 м         | 7,17 НР      | 7,35 (.348)    | 5. у гр. 1    | Није се квалификовала | Није се квалификовала | Није се квалификовала | 29 / 47 |        |
| Јанг Гао      | Бацање кугле | 18,54        |                |               |                       |                       | 18,70 ЛР              | 4 / 15  |        |
| Лиђао Гунг    | Бацање кугле | 19.,93       | 19,08 ЛРС      |               |                       |                       |                       |         |        |